# Бојан Милић
Бојан Милић (Београд, 27. јули 1972) је српски политичар од увођења парламентарне демократије у Србији и члан Демократске странке од њеног оснивања. Бивши је Председник и Потпредседник општине Раковица у три мандата. као и директор ЈКП Инфостана.

## Биографија
Бојан Милић је завршио Мастер Менаџмент људских ресурса на Факултет организационих наука Универзитета у Београду, говори енглески језик и отац је три кћерке Мие, Ање, Јане и сина Дамјана. Оснивач је невладине организације "Урбаниум" и фирме "Антибиро".

## Политика
Бојан Милић се још у раној младости бавио политиком као део опозиције Слободана Милошевића и био један од организатора студентских демонстрација против режима Слободана Милошевића 1991. и 1992. године, Јунске демонстрације 1993., Демонстрације у Србији 1996–1997., Демонстрације у Београду 1999., Демонстрације 5. октобра 2000....
Од свог пунолетства 1989. године Милић је члан Демократске странке, а касније и члан Извршног и Главног одбора те странке, Председник ОО Раковица, Шеф рачунског центра ДС као и многих других ресора и одбора током 25 година политичке каријере. Такође активно учествује у свим кампањама и пројектима Демократске странке од њеног оснивања.
Потпредседник општине Раковица од 2000. до 2004. године., Председник од 2004. до 2008. и у другом мандату од 2008. до 2012. године. Генерални директор ЈКП "Инфостан" од 2012. до краја 2013. године Аутор је многих пројеката унапређења и модернизације локалне самоуправе као и пројеката из области екологије, спорта, уметности, науке Иницијатор поделе мобилних рачунара, телефона и 3г модема деци предшколског и школског узраста у акцији "једно дете један рачунар" у циљу повећања безбедности првака, њиховом међусобном повезивању, приступа Интернету, едукацији... У тој акцији је првацима подељено преко пет хиљада уређаја што је својеврсни преседан у приступу едукацији деце